# Aedes andrewsi
Aedes andrewsi är en tvåvingeart som beskrevs av Edwards 1926. Aedes andrewsi ingår i släktet Aedes och familjen stickmyggor. Inga underarter finns listade i Catalogue of Life.